# Siewier (obwód wołogodzki)
Siewier (ros. Север) – wieś w Rosji, w rejonie kiczmiengsko-gorodieckim obwodu wołogodzkiego. W 2010 r. liczyła 33 mieszkańców.